# Urutu
Bothrops alternatus, conhecido popularmente como urutu, urutu-cruzeiro, cruzeiro e cruzeira, é um réptil ofídio da família Viperidae, a mesma da jararaca, cascavel e surucucu, que ocorre no Sudeste, Centro-Oeste e no Sul do Brasil, como também no Uruguai, Paraguai e Argentina. É classificada na série solenóglifa, quanto ao tipo de dentição, por ter as presas inoculadoras de veneno varadas por canais para a condução do veneno produzido em glândulas. Seu veneno é o mais tóxico dentre as jararacas, com a exceção da jararaca-ilhoa, três vezes mais peçonhenta. Foi imortalizada nas música "Urutu Cruzeiro", de Tião Carreiro & Pardinho e "Buraco de Tatu", de Luiz Gonzaga.

## Etimologia
"Urutu" é oriundo do tupi uru'tu. "Urutu-cruzeiro", "cruzeiro" e "cruzeira" são referências à mancha cruciforme presente na cabeça dos indivíduos da espécie.

## Características
O alimento preferido da urutu são preás e outros pequenos roedores. Frequentemente encontrada em banhados e brejos, a urutu, que é ovovípara, produz, em cada parto, de 10 a 15 filhotes, que já nascem bem desenvolvidos, embora ainda encerrados em membranas ovulares. A incubação dos ovos processa-se no interior do organismo materno.
Ágil nos botes e muito peçonhenta, a urutu chama a atenção pelo padrão que lhe adorna a pele: manchas em forma de ferradura dispõem-se em sequência sob o fundo castanho-escuro do dorso, enquanto a parte inferior de seu corpo é esbranquiçada ou creme.